# 白い戦士ヤマト
『白い戦士ヤマト』（しろいせんしヤマト）は、高橋よしひろの動物漫画。1976年（昭和51年）から1988年（昭和63年）まで『月刊少年ジャンプ』で連載された。単行本は全26巻（集英社ジャンプコミックス）。

## 概要
闘犬を描いた作品。主人公は秋田犬であるヤマトで、主人公でありながら言葉を発しないという極めて珍しい作品で、主人公が話さない代わりに、ナレーションで補っている。これは高橋のその後の作品である『銀牙』シリーズなどと大きく異なっている。
犬を主人公に据える高橋の原点ともなった作品である。作者が本宮ひろ志のアシスタントをしていた頃に、愛犬の死を実家にいる母親からの電話で知ったことがきっかけで、この作品を描くことになったという（単行本第1巻のカバーコメントより）。

## ストーリー
山形県のとある山村に住む少年である藤原良が、過去に名闘犬と評された吹雪号の血を受け継ぐ白い秋田犬ヤマト号と共に、ライバル犬との戦いなど数々の試練を乗り越え、山形で闘犬界の頂点である闘犬の横綱へのぼり詰める。

## 登場キャラクター
ヤマト / 秋田犬
本作の犬側の主人公。吹雪号の血を継いでいる。必殺技はジョークラッシュ、ブーメラン殺法。他の犬の必殺技を一目見ただけで自分のものにするセンスを持ち合わせており、回転地獄、空中殺法、牙折り、ネックローリングなども使いこなす。
藤原良
本作の人間側の主人公。ヤマトとムサシの飼い主。父と姉の3人暮らし。
ハヤテ / 秋田犬
ヤマトの兄犬で、同じく吹雪号の血筋を受け継いでいる猟犬（後に闘犬）。吹雪が猟犬だった時期には幼犬の身で共に猟に出た事もある(当時の飼い主は後述の冬木ではない)。左眼に十字の傷があり、隻眼である。子ギツネや子熊を躊躇なく殺すなど、ヤマトにはない非情さや強い闘争心を持っていた。年齢は闘犬登録の時点で4歳であり、本来は闘犬デビューには歳を取りすぎていた。闘犬移行前は両刃両刀のナイフ状の刃物を口にくわえて使っていた。ブラッキーとの戦いで牙を失うが、義歯を入れて復活。デビュー戦の相手は黒王。その後は横綱に気力で打ち勝ったり、重装備の犬を軽々と放り投げるなど活躍もしていたが、後半は試合を組まれる機会も減り、出番も少なくなった。必殺技はネックローリング。
冬木憲一
ハヤテの飼い主で、マタギ（猟師）の息子。その父に言われるまで、ヤマトとハヤテが兄弟である事を全く知らなかった。
吹雪(ふぶき) / 秋田犬
ヤマトとハヤテの父であり、元最強の横綱犬。野犬に孫を殺された善吉の誤解から、彼に激しく打ちすえられた事で裏切られ、後に野犬の頭領になる。最後は銃により頭を撃ちぬかれ、ヤマトの目の前で絶命する。
ハブ爺さん / コリー
吹雪が台頭する前の野犬の頭領。吹雪に跡目を譲ってからはさすらっていたが、戻ってきた。必殺技は空中殺法。ヤマトは幼少の頃に可愛がられていた。野犬としてヤマトを鍛えようと良から連れ出し修行をさせたが、輸送途中のトラックから脱走した虎と相討ちになり死亡した。
竹内善吉
吹雪の飼い主だった老人。「東の善吉」の異名をとるほどの名うての調教師だった。吹雪との一件以来、その子であるヤマトを「悪魔の子」として憎んでいたが、火事から自身を救い出したヤマトに感謝し改心する。それから意を決してヤマトにかつて吹雪にも教えた必殺技ジョークラッシュを伝授する。しかし元々心臓に持病を持っていたため、ジョークラッシュ伝授後、ヤマトを良に引き渡したのを見届けたと同時に心臓麻痺で倒れ、そのまま死亡した。
丸山健吉
刺紋精二に監禁されていた老人。「西の健吉」の異名をもつ。かつて育てた闘犬、武勇山が吹雪と戦ったことがあり、吹雪の40連勝という大記録を引き分けという形で止めた。一時期傭兵犬を育成させるために刺紋に幽閉されていたが、救助されてからは良の宅に居候している。ヤマトにブーメラン殺法を伝授する。
ジャンボ /  ブルドッグ
必殺技はまんじゅうつぶし（前足の肉球を噛み潰す技）。地元では横綱レベルの力があるが周囲がジャンボとの対戦を避けるため番付は小結。そのため小助と共に武者修行に出ており、実際に福島の横綱犬を破った事もある。ヤマトとの初対面では彼をメスだと勘違いして求愛する。誤解が解けた後は親友、ライバルとして意気投合する。ブラックサタン率いる黒い軍団との戦いで、片目・片足を失い、眼帯・義足姿になる。北日本大会一回戦でブルーザと対戦。ブルーザのジョークラッシュを何度も食らい敗色濃厚となるが、ブルーザのジョークラッシュに義足のキックを合わせ、せり声を引き出し一度は勝ちとなるが、直後に立花の抗議を受け、鉄の義足がルール違反とみなされ反則負けになってしまう。前述のように本作の犬は基本的に言葉を発しないが、彼は僅かに台詞がある数少ない一匹である。
石垣小助
ジャンボの飼い主。ジャンボの武者修行中に良、ヤマトと出会い、互いの犬ともども意気投合、親友となる。
立花
山形闘犬会の実力者。自分の地位の安定と勝利のためなら、どんな汚い事も平気で行う卑劣漢。息子の年男同様ヤマトを目の上のたんこぶとして潰す事を目論み、色々理由を付けてヤマトの大関昇進に難癖を衝けたり、各地から様々な闘犬を集めてヤマトにぶつけるなどの妨害をするが、一方で額の出血が目に入り場外に転落したヤマトの目を拭いて見えるようにしてやるなど、単なる敵にとどまらない複雑な行動も見せる。息子同様自身の犬には愛情を持っているのは確かで、ブルーザがブラッキーに殺された際には寄り添って慟哭している。
立花年男
立花の息子でヤマトを付け狙う。父と幾度もヤマトを倒すために策略を巡らすが、父とは異なり自分が手塩にかけた闘犬に対する愛情は本物であり、育てた闘犬が再起不能になったり、死亡した時は心から嘆いていた。ヤマトが後述の太郎丸相手に負けそうになった時は、自分たちがお前を倒すまで負けるなと、慌てて土俵に駆け寄り、激を飛ばす。本作最後の相手となる海王戦でも涙しながら激を飛ばしてヤマトを反撃に転じさせている。最終的には良きライバルとなる。最終話で剣を託される。
ハリマオ / マスチフ
勇二の闘犬。頭突きを得意とする覆面犬。しかし、覆面の中に凶器を仕込んでおり、初戦の対戦相手にそれを見抜かれて抗議と共にプロレス技を仕掛けられた。過去に小助とジャンボに敗北したことがあり、後述の風車投げの弱点が「耳を取る事」であることを小助に教えられてヤマトに敗北した。必殺技は風車投げ。
小鉄(こてつ) / 土佐闘犬
立花家の闘犬。初の公式戦で、同じく初の公式戦だったヤマトと戦う。必殺技である闘犬魚雷を使いヤマトを苦しめるも、回転地獄によりセリ声を発してしまい敗北した。山形県大会にブルーザ、ハリマオと共に出場するがヤマトとの再戦一つ前に敗れた模様。
ブルーザ / ボクサー
ヤマトの最初のライバル。必殺技は闘犬魚雷、後にジョークラッシュ。番付は大関だが横綱犬をも倒せる実力を誇った。ヤマトとの初対戦は山形県大会で、この時は互いのまんじゅう潰しの応酬で時間切れ引き分け。北日本大会では立花家の息の掛かった男による外部からのヤマトへの射撃でヤマトが「せり声」を発した事で勝ちになるが、その後の野試合でヤマトのジョークラッシュが顎に直撃し敗れる。ヤマトに敗れた後には白い犬に対してトラウマから吠えてしまうようになり、闘犬として二度と土俵を踏めないことへの哀れみから、年男の策略でブラッキーの小屋に突入し、殺される。
ブラッキー / ドーベルマンとマスチフの雑種
通称「牙折りブラッキー」。「妖犬」とも。立花父が父マスチフ、母ドーベルマンを掛け合わせて生み出した雑種で、外見は母ドーベルマン寄り。相手犬の牙を折る恐るべき必殺技牙折りを持ち、凶暴極まりない性格で、ハヤテの牙を折り、ブルーザを噛み殺した。ヤマトのカウンター攻撃で柱に頭をぶつけ、セリ声を発してのたうち回り敗れる。
ビッグハンター / ジャーマンシェパード
立花が用意した闘犬の1匹。額にある黒い星を特徴とする。必殺技は空中殺法。かつて警察犬ではあったが、凶暴なあまり人を襲ったために追放された。ヤマトに敗れ狂ったように暴れ回っていたところをたまたま会場に来ていたジャンボの突進で倒される。
リュウ
精十郎の闘犬。一匹で大勢の猿をほぼ殲滅したほどの実力を持つが、猿神に殺されてしまった。必殺技は関節技だが、闘犬協会会長である精十郎の祖父より物言いが入り、闘犬技として認められず試合途中で禁止された。
土佐王(とさおう) / 土佐闘犬
四国闘犬の伝説の横綱。四十を超える必殺技を持っており、繰り出す前に死のダンスと呼ばれるステップを踏む。闘犬としては既に高齢で、猿神戦での疲れが癒えなかった事もあり、当時ほぼ無名ともいえるヤマトに敗北したことで引退した。
太郎丸 / 土佐闘犬
青森の4兄弟犬の長兄。必殺技はスイングサークル。一見振り回すだけで自身が疲れるだけとも見える単純な技だが、続けられると全身の血液が頭部に集中し、最後は頭部を破壊して死に至る危険な技（逆さづりと同じ原理）。
次郎丸・三郎丸・四郎丸 / 土佐闘犬
太郎丸の弟達。太郎丸と同じく全員酷似しているため判別が困難である。次郎丸(試合は三郎丸に扮して行った)は、ヤマトの(ブルーザ戦で身に付けた)闘犬魚雷からの牙折り(ブラッキーの技)で牙を失い敗れる。四郎丸は訓練中に遭遇した年男とスナイパーに敗れて死亡する。
ブラックヘッドスナイパー
立花が用意した闘犬の一匹。戦いにより鼻面の皮を食い破られた過去があるが、逆にその相手の腹に食らいつき、内臓を引きずり出してしまった。ヤマトとの戦闘でその部分が弱点であると明らかになっている。技こそないもののこの強靭な顎の力が最大の武器であり、一瞬でヤマトの前足の骨をへし折って苦しめた。ヤマトとの戦闘前にハヤテのネックローリングを喰らった事で首元も弱点になっており、ヤマトがネックローリングを模倣して繰り出したことで逆上してせり声をあげ敗北した。
ピート
真由美の闘犬。ヤマトやブルーザ同様ジョークラッシュを必殺技とし、その返し技も使用する。傭兵犬部隊に挑み、彼らの武器である兜の刃を急所に受け死亡した。
無頼(ぶらい) / 土佐闘犬
滝井の闘犬。青嵐号の異母兄でありムサシの伯父にあたる。刺客としてハヤテを打ち負かしたことがある。かつて闘犬協会会長の娘の脚を二度と歩けなくさせたことにより、闘犬界の表舞台に立つことはできなくなっていた。年男が父に内緒でヤマトを潰すためにスカウトした(購入自体は立花父も知っている)。関町レジャーランド落成記念闘犬大会でヤマトと対戦。一時はヤマトを殺害寸前まで追い詰めるが、前述の娘の兄の涙の叫びやムサシの声援でヤマトは反撃。牙折りで牙を折られ、逆上して吠えながらヤマトに噛み付くが牙が無くてはダメージは与えられず、ヤマトが後悔して受け止めているところでせり負けを宣せられた。
青嵐(せいらん) / 土佐闘犬
ムサシの母。青森を代表する大横綱であり、四国の土佐王でさえも引き分けにしか持ち込めなかったほどの実力を持つ。ヤマトの苛烈な回転地獄に一時生死が危ぶまれたが、判定勝ちをした。必殺技はノーズツイスト。砂刃羅との戦闘には一時優勢だったものの敗れ、その後ヤマトとムサシを守るように砂刃羅に突撃し、彼らの目の前で息絶える。一度離れ戻ってきたムサシに対し非情な行動をしていたが、最期は温かな視線をムサシに向けていた。
ムサシ / 土佐闘犬
幼名は小若。青嵐号の子供。赤ん坊の頃、トラックで移動中に荷台から落ち、彷徨っているところをヤマトに救われ良の家で飼われることになる。一度は元の飼い主に引き取られるが厳寒の中青森から山形の良の家まで戻り、再び飼われることとなる。名前の由来はヤマトの弟分であることから、ヤマトの名前のもととなった戦艦「大和」の姉妹艦の戦艦「武蔵」から付けられた。ヤマトの真似で回転地獄、レッドキラーの真似でキラーコックを未完成ながらも使用するなど、成長するにつれ大器の片鱗を見せるようになる。
レッドキラー　/　土佐闘犬
改良された土佐犬。耳は小さく、鼻は潰れ、尾は無く、牙は普通の土佐犬の倍の長さであると評される。戦うためだけに生み出された立花闘犬の最高傑作。必殺技はキラーコック。初登場時、シェパードのジョンを血祭りに上げる。闘犬魚雷と呼ばれる技も使っているが、ブルーザとは形が異なり、体当たりで吹き飛ばす技になっている。ホワイトウルフと戦い一度は勝つもののその後再戦、片足を失ったうえに敗れた。ホワイトウルフは彼の見事な闘争心に敬意を払い、殺すことはなかったが、戦いの一部始終を見ていた刺紋に見限られ、始末を命じられた砂刃羅によって殺された。
サハラ（砂刃羅）
後述の刺紋の手下。犬ではないが同じイヌ科に属するリカオン。殺戮を楽しむ残虐な性質。4本の鉤爪のような鋭い刃をつけた武器を装着し戦う。サファリパーク内のライオン相手でも、さすがに勝てないまでもあしらう事の出来る素早さを持つ。武器がなくとも青嵐号を死に追いやるなど実力があったが、持久力がないのが弱点であり、そこを狙ったヤマトに逆転された。ヤマトとの激闘の末、スイングサークルにより頭が破裂し、無残な死を遂げた。
刺紋精二
サハラの飼い主。刺紋サファリパークのオーナー。サハラとは傭兵時代に命がけで戦い、打ち倒したことで「主人」と認められた過去がある。傭兵犬に育てるため全国の闘犬を集め盗むが、ヤマトによって計画が失敗し、ヘリで逃走する。人間の部下を一切信用しておらず、己の素性も全く明かさない強かさを持っている。
ソルジャー　/　マスチフ
傭兵犬部隊。技はないが傭兵犬としての実力と経験により、その場にある道具を使ってヤマトを圧倒することもあった。白い軍団の犬たちに一斉に攻撃され、部隊殲滅の基本に則ってホワイトウルフを狙うも、他の犬の攻撃によって一瞬で首から胴体を切り離され死亡する。
傭兵犬部隊
様々な犬種で編成された傭兵「犬」部隊。兜には刃の飾りがあり、それで相手の急所を狙う。ホワイトウルフ率いる白い軍団により壊滅された。
ビルダー
完璧に鍛えられた犬。筋肉隆々であり、金網に張り付くことができた。初めての実戦において難なく飢えたピューマを咬み裂いた。ワールドファインティングドッグ大会に出場する。自身より大きい犬に対し、年男の宣告した時間通りに倒す実力がある。また、映像を見ただけで相手の行動を学習する賢さも持ち合わせている。スタミナが桁違いであり、年男いわく200海里泳ぎきれるとのこと。必殺技はヤマトのブーメラン殺法を縦、横、斜め、すべての角度から繰り出すファイナルサンダー。ブルーザと同様の闘犬魚雷も使う。ヤマトとも戦い勝利寸前にまで追い込んだが、完璧に鍛えられた筋肉が仇となり、完全に伸び切った筋肉にヤマトのブーメラン殺法を受け、全身から血が噴き出し敗北した。
歌舞伎(かぶき) / 土佐闘犬
立花が用意した刺客の1匹。しかし、ヤマトの新必殺技ブーメラン殺法の一撃であっさり倒された。
ブルータイガー / 土佐闘犬
立花が用意した刺客の1匹。特別に加工した金属の義歯をはめこんでおり、それで相手の脚を咬み千切るギロチン殺法を必殺技とする。
鉄鬼面(てつきめん) / 土佐闘犬
立花が用意した刺客の1匹。額に金属を埋め込んでいる。
剣(つるぎ) / 秋田犬
砂ぼこりが舞っている間に相手の全身を切り裂く(空中殺法と似ている)戦法を使いヤマトを追い詰めるが、主人である龍人が倒れ救急車を追い、『走り』で反則負けになった。その後、病院から抜け出した龍人と共にヤマトの前で海王と戦い、海王との戦い方を伝授した。飼い主である龍人の死後、年男を新たな主人とした。
ホワイトウルフ
黒い軍団と敵対する白い軍団の頭領。彼の軍団は人間を襲うことはない。レッドキラーとの激闘の末に片足を失うが、再戦では勝利した。傭兵犬編では、ムサシの救援要請もあり、自分の縄張りを荒らした刺紋に白い軍団を率いて宣戦布告し、傭兵犬部隊を殲滅。屋敷を完全包囲して刺紋の野望を打ち砕いた。
ブラックサタン
黒い軍団の頭領。白い軍団とは異なり度々家畜を襲っていた。元々飼い犬であり、病死し埋葬された飼い主を村の住民に殺されたと思っていたようで、掘り起こして洞窟に運び守っていた。ヤマトと戦い優勢だったものの、ジャンボの必殺まんじゅう潰しによる援護に隙をみせ、ヤマトの回転地獄を受け死亡する。
海王(かいおう) / 土佐闘犬
本編最後の対戦相手。あまりに強すぎたために闘犬協会の謀略で横綱犬になれなかった悲運の犬。主人の雨内(あまない)と共に無名で全国の名闘犬を次々と打ちのめすという、闘犬協会への復讐の行脚をしていた。自分の前脚を咬ませひっくり返すことで露わになる相手の腹部を狙い、回転地獄をするのが得意である。ヤマトとの闘いでもこの戦法で優位に立つも、年男の声援で奮起したヤマトが反転し、かつ腹部を攻撃され、さらにヤマトの血で呼吸困難に加えて視界を奪われ、ブーメラン殺法を受けて戦闘不能になる。直後、ヤマトの出血が夥しいため良があやまりを入れるも、下顎を砕かれた事でこれ以上は闘えないと判断した雨内が一瞬早くあやまりを入れていた事で敗北した。試合後、良は海王の傷が酷いのを見て獣医に見てもらうために自分の家に来るよう申し入れたが、礼を言う雨内に抱き抱えられて去っていく。彼に勝った事でヤマトは正式に第8代山形県横綱に昇進して、物語は大団円を迎える。
栃乃若(とちのわか) / 土佐闘犬
富山の闘犬。海王の回転地獄により腹部を食い破られ死亡する。それまで海王に負けた各地の横綱犬は四股名を奪われていたが、彼は死亡により四股名の改名を免れた。

## 必殺技
闘犬魚雷
ブルーザを筆頭に立花闘犬の全てが使うと評される必殺技。首筋に噛みついてきた相手を持ち上げて柵に叩き付ける。自分から相手に噛みついて持ち上げ、そのまま叩き付けるタイプもある。レッドキラーの場合は強烈な体当たりで相手を吹き飛ばす技が闘犬魚雷とされていた。
回転地獄
相手に咬みついたまま自分の身体を回転させる技。高橋よしひろの次作の銀牙 -流れ星 銀-以降でも名前こそ出ないが同様の攻撃が多用されている。
空中殺法
ビッグハンターやヤマトが使用。高所や飛びながら鷹の爪のように相手を牙で切り裂く攻撃。ヤマトの方が軽量な分、有利である。
ジョークラッシュ
ヤマトとブルーザ、ピートが使用。相手の下あごに向かって突進、強烈な頭突きで下あごを砕く。元々はヤマトの父吹雪の必殺技であり、この技で数多の対戦相手を再起不能にした。にわか仕込みのブルーザより考案者の善吉が口輪による山籠もりで直接仕込んだ分、ヤマトの方が数段上である。
ジョークラッシュ返し
ピートが編み出したジョークラッシュの返し技。突進してきた相手の裏首筋を狙って跳躍しつつ噛みつき、そのまま柵に叩き付ける。
牙折り
ブラッキーが主に使用。自分の牙を相手の牙に引っ掛け、思いっきり身体をひねる事で相手の牙を折る。ヤマトも会得したが相手を再起不能にするため、禁止されている。
ネックローリング
ハヤテとヤマトが使用。相手の首筋に牙を突き立て、そのまま回転する。本気で撃ちこむと熊やピューマの首でも一撃で吹き飛ばすほどの威力がある。
まんじゅう潰し
ジャンボが使用。どんな犬でも痛がる肉球部分に噛みついて潰す。本気で撃ちこむと数週間は試合に出られなくなる。防ぎ方は一切存在せず、ジャンボが地元で無敵を誇る理由となっている。
スイングサークル
太郎丸が使用。後ろ足に噛みついてそのまま振り回す。続けられると全身の血が頭部の毛細血管に血が集中し、頭部を破裂させて死に至らしめる。
キラーコック
レッドキラーが使用。相手の舌に咬みつき回転する技。これにより舌がねじれ切れ、出血多量により相手は死亡する。
ノーズツイスト
青嵐号が使用。相手を仰向けにして頭部を抑えつけた上で鼻筋に噛みつき、そのまま回転しながら土俵を暴れまわる。ヤマトに仕掛けた際は舌を取られて破られた。
死のダンス
土佐王が使用。これ自体が必殺技というより、数多くある土佐王必殺技を繰り出す前段階として行われる。
空転乱舞
土佐王の40の技の一つ。相手に向かってとびかかって前足を取り、そのまま反転しながら後ろまで飛び半回転させて地面に叩き付ける。
動脈締め
土佐王の40の技の一つ。相手を宙づりにして首の後ろ（動脈）を締め上げる。ヤマト戦では前日の猿神戦の疲れが溜まっていた為、途中でつぶれてしまった。後にジャンボも会得している。
ブーメラン殺法
ヤマトが使用。相手に向かってブーメランの如く回転しながら体当たりを喰らわせる。ヤマトの最後にして最強の必殺技。
ギロチン殺法
ブルータイガーが使用。特殊加工の義歯によるかみ砕き攻撃。明らかな反則行為だが、立花の息がかかっているのか最後まで咎められなかった。
ファイナルサンダー
ビルダーのみ使用。縦、横、斜めあらゆる角度の回転攻撃を喰らわせるブーメラン殺法を超える技。現実的に不可能とさえ思える技だが、ビルダーの圧倒的な筋力により、その無理を通している。しかし、その分筋肉にかなりの負担がかかっており、多少の攻撃で破裂する危険性もはらんでいる。

## その他
藤原明子
良の姉。亜樹に人質としてさらわれていたこともある。
松田亜樹

ムサシ
北海道狼の血を受け継ぐ亜樹の飼い犬。弟犬として小次郎がいる。複数頭の警察犬を1匹で倒す実力者。人を襲ったことで処分されかけたが、温情により免れた。

## 逸話
当時アシスタントを務めていた宮下あきらが闘犬場の観衆を描いたところ、全員ヤクザのような姿だったため編集に書き直させられ、「二度と宮下に観衆を描かせるな」と言われた。